# ببغاء بيونس برقوقى التاج
ببغاء بيونس برقوقى التاج (الاسم العلمي: Pionus tumultuosus) (بالإنجليزية: Speckle-faced parrot)‏ أو (بالإنجليزية: plum-crowned pionus)‏ ، هو نوع ينتمي إلى بستاكيداي (فصيلة: Psittacidae) .